# Parque del Cañón Lynn
El parque del cañón Lynn (en inglés : Lynn Canyon Park) es un parque municipal situado en el distrito de North Vancouver en la Columbia Británica, Canadá. Cuando se inauguró en 1912, su superficie era de 4,9 ha y en la actualidad ha sido ampliado hasta las 250 ha. El parque dispone de numerosos caminos para practicar el senderismo, de diferentes longitudes y dificultades. El sendero Baden-Powell atraviesa el parque superando el cañón Lynn gracias a un puente colgante. Debido a su paisaje natural, han sido muchas las series de televisión que han rodado en el parque, como Stargate SG-1 o Stargate Atlantis.

## Historia
El arroyo Lynn y su valle se nombraron en hornor al zapador Jean Linn, un ingeniero real británico, a quien se atribuyeron las tierras a la desembocadura del arroyo en 1871. El nombre de familia Linn, que a menudo se escribió de forma incorrecta como Linn Creek, se transformó en Lynn Creek al finalizar el siglo XIX.

## Galería

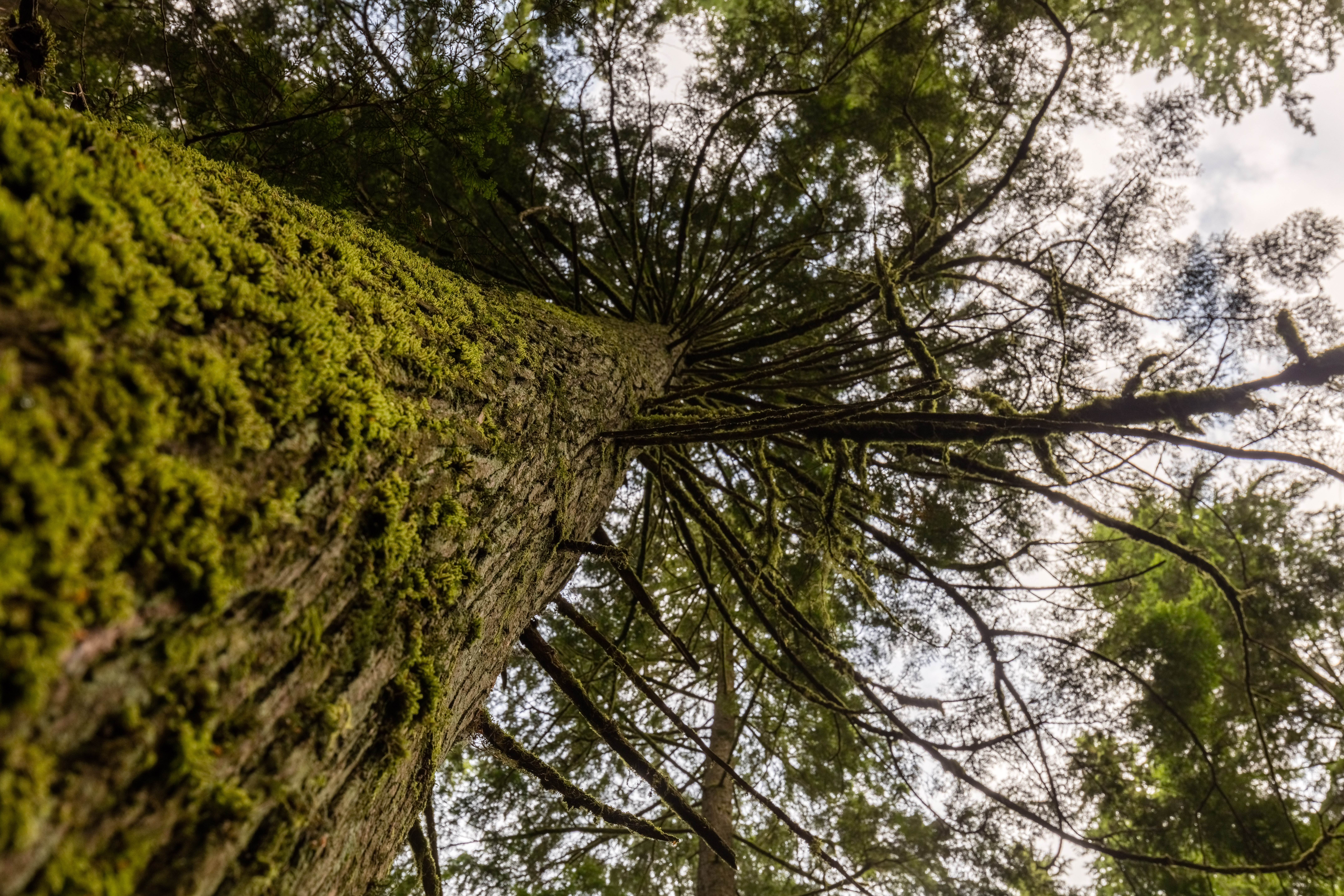
Ejemplar de abeto de Douglas (Pseudotsuga menziesii) en el parque.
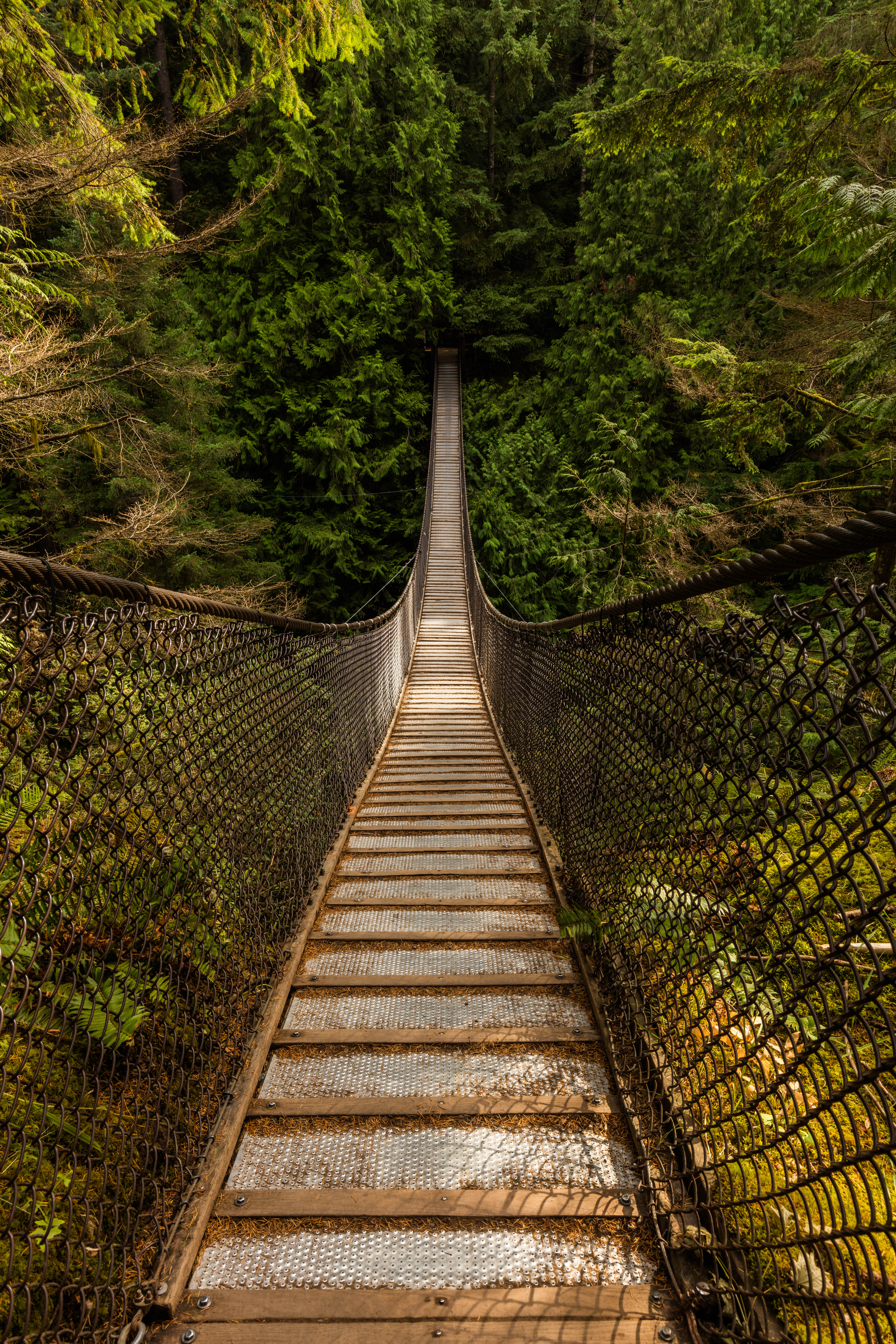
Vista del puente colgante que cruza el cañón.
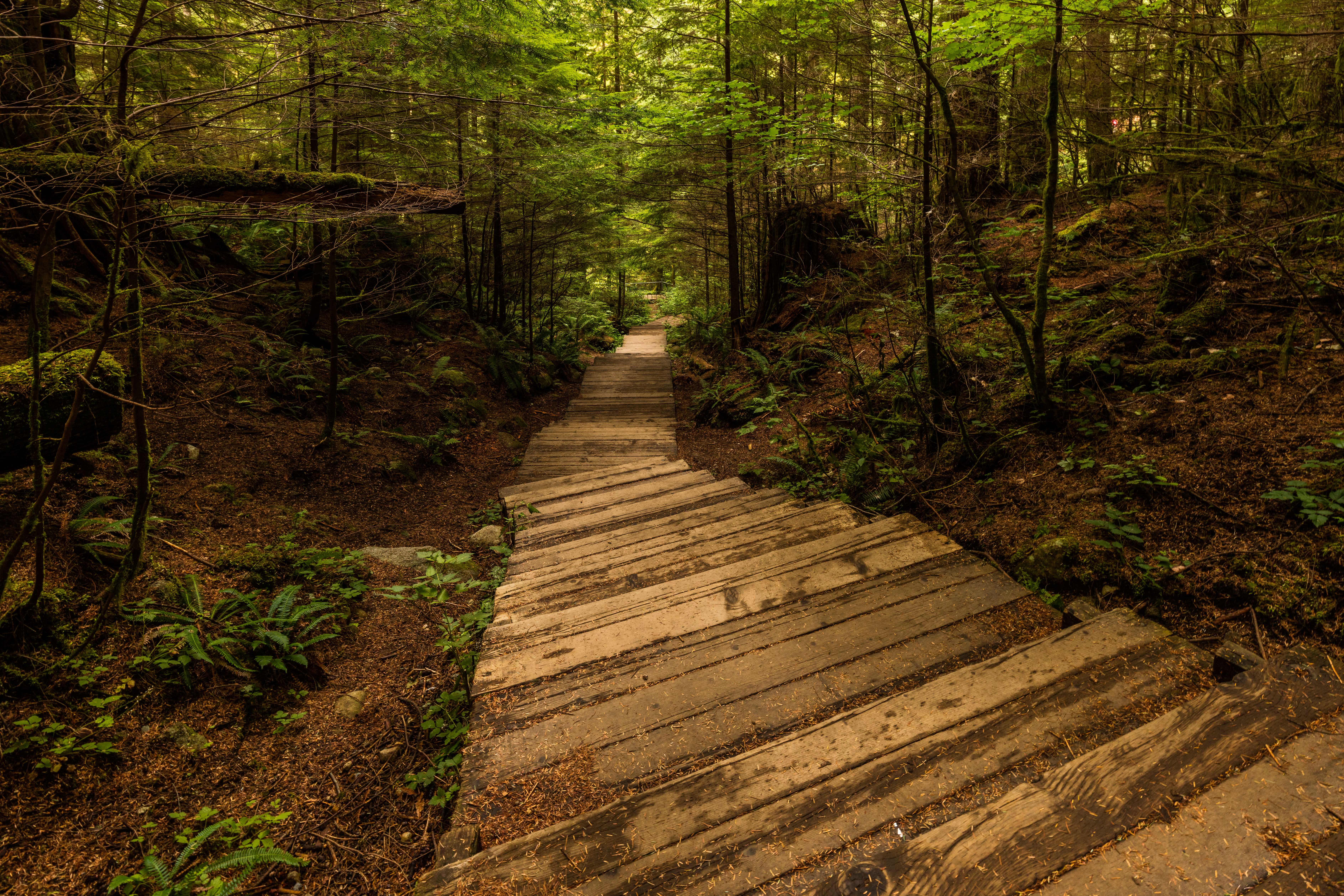
Escalones de madera de uno de los sendores.
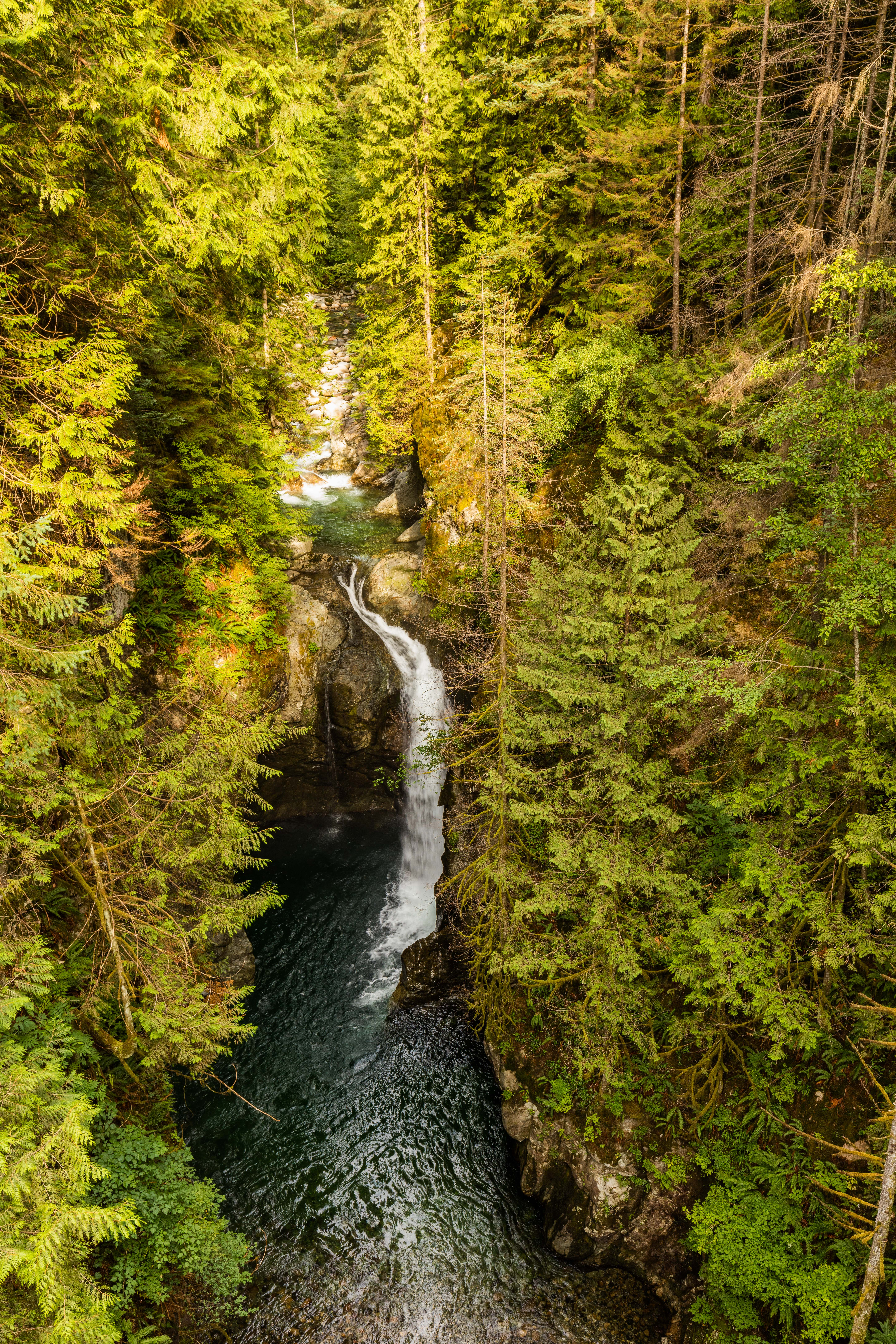
Arroyo Lynn.
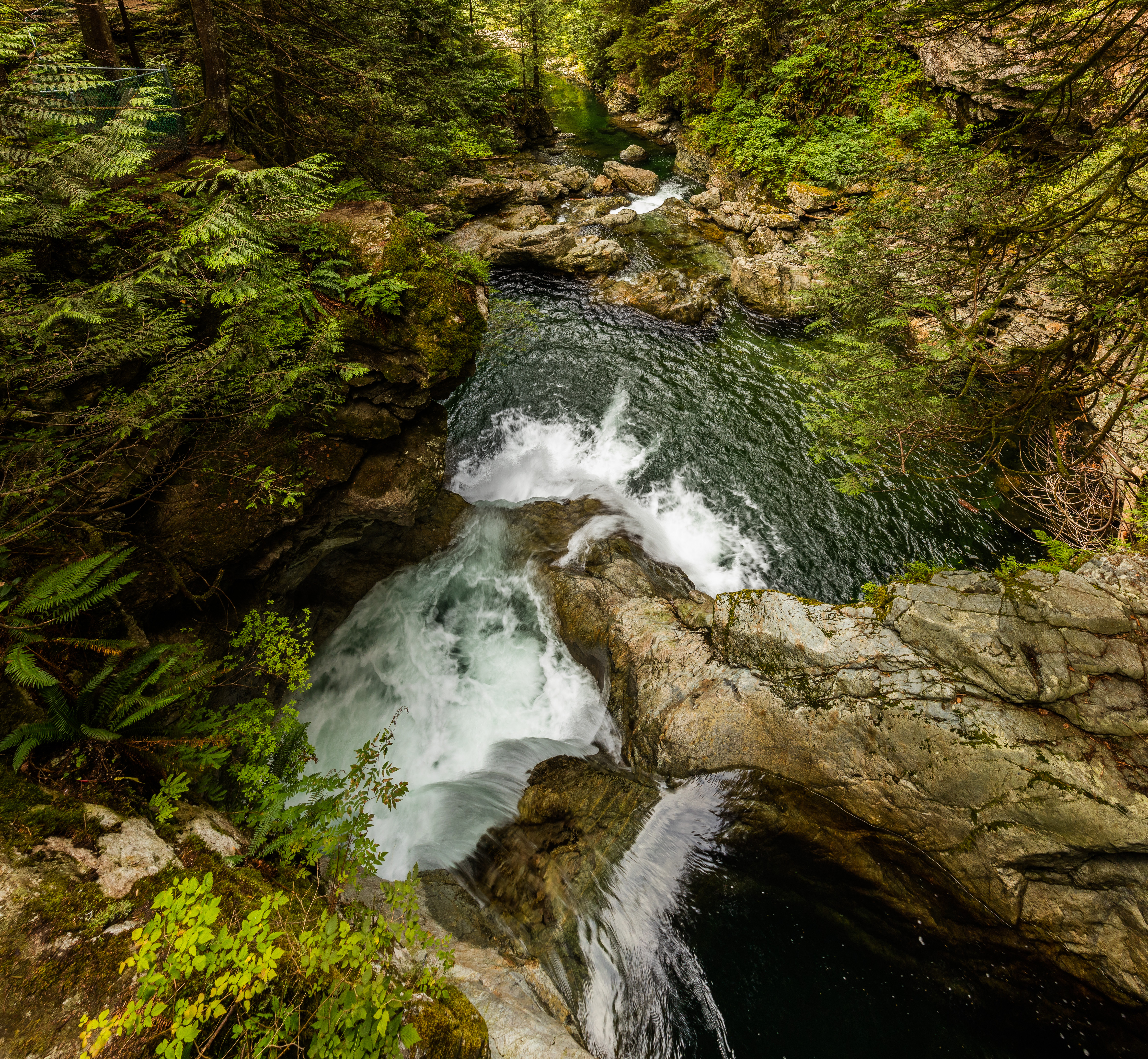
Otra imagen del arroyo.